# 立命館孔子学院

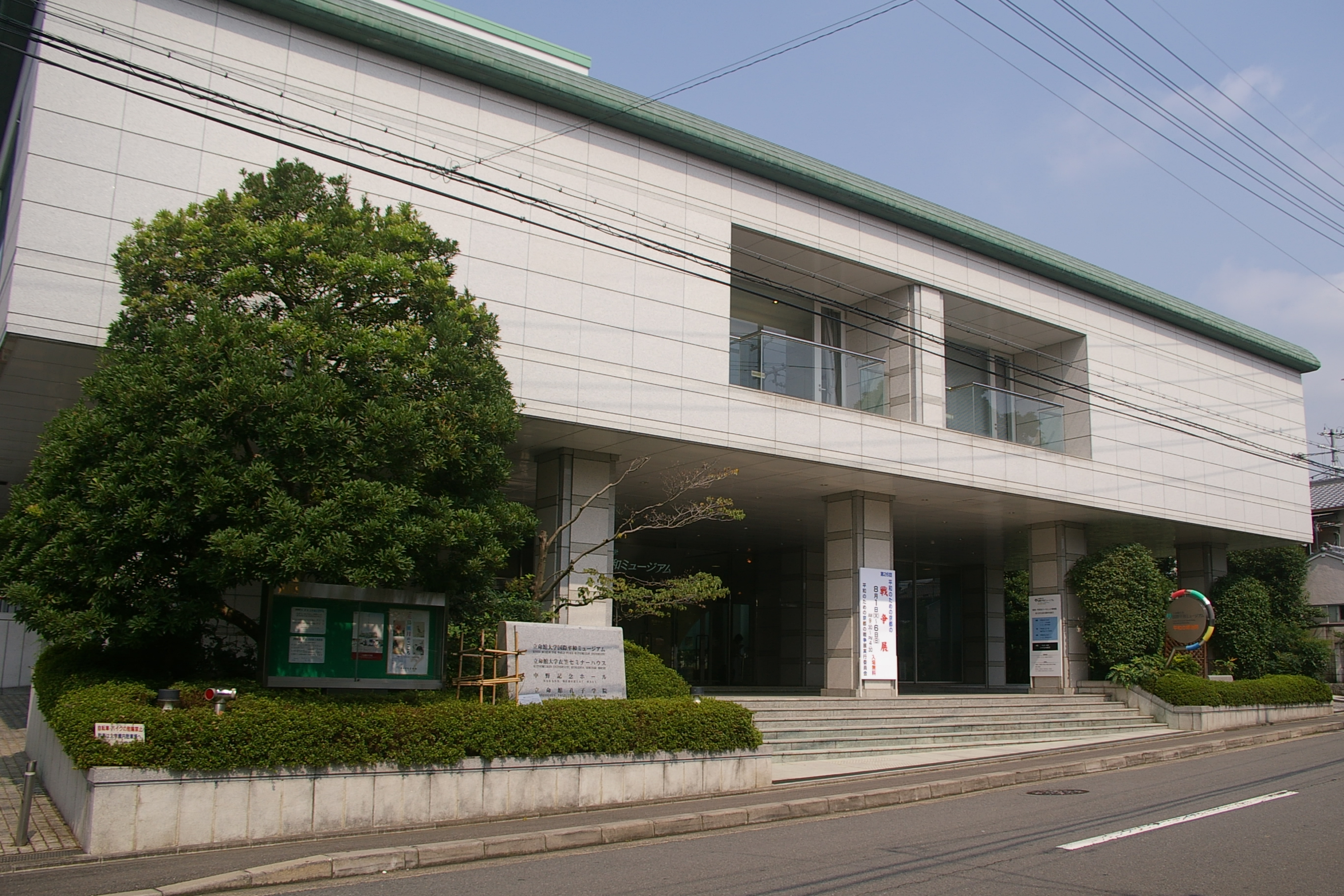
立命館孔子学院があるアカデメイア立命21

立命館孔子学院（りつめいかんこうしがくいん、英字表記：The Ritsumeikan University Confucius Institute）は、中国語教育・文化の普及を目的とする教育機関。京都府京都市北区に本部を置く。

## 概要
2005（平成17）年、学校法人立命館が、中国政府と共同で立命館大学衣笠キャンパス「アカデメイア立命21」内に設置した。運営形態は、北京大学との共同運営である。
2007（平成19）年には、JR東京駅前のサピアタワーに開設した「立命館東京キャンパス」に、同学院の東京学堂を開設。翌2008（平成20）年には、大阪市中央区淀屋橋の「立命館大阪オフィス」に、同済大学との共同設置による、同学院の大阪学堂が開設された。大阪学堂は2011年に大阪・梅田の富国生命ビル5階に移設した。
孔子学院の開設は立命館大学が5校目。2008年現在、世界に約200校が存在する。

## 院長
- 初代 - 周イ生（立命館大学教授）
- 第二代 - 筧文生（立命館大学名誉教授）
- 第三代 - 中川正之（立命館大学文学部特別招聘教授）
- 第四代 - 宇野木洋（立命館大学文学部教授）

## 沿革
立命館学園は1900年（明治33年）に西園寺公望の秘書だった中川小十郎の開いた京都法政学校に起源を持つ。現在の校名「立命館」は1869（明治2）年、西園寺公望が京都御所邸内に開いた私塾立命館から引き継いだ。

## 校名の由来
「立命館」は、孟子「盡心章（じんしんしょう）」にある「殀寿貳（ようじゅたが）わず、身を修めて以て之を俟（ま）つは、命を立つる所以（ゆえん）なり」という一節からとられた。これが縁となり、中国政府から学校法人立命館に対し、山東省産白御影石で彫られた「孟子像」が寄贈され、立命館孔子学院開設式典で披露された。